# Geneviève Calame-Griaule
Pour les articles homonymes, voir Calame (homonymie) et Griaule.
Geneviève Calame-Griaule, née à Paris le 18 novembre 1924 et morte à Fontainebleau le 23 août 2013, est une linguiste et anthropologue française, célèbre pour ses travaux sur les Dogons.

## Biographie
Geneviève Calame-Griaule est née le 19 novembre 1924 à Paris. Elle est la fille de Marcel Griaule, ethnologue, qui l'encourage dès son enfance à suivre ses traces. Après des études à l'École des langues orientales, elle accompagne son père chez les Dogons au Soudan français (l'actuel Mali) en 1946. À son retour, elle passe l'agrégation de grammaire et entre en 1951 au CNRS où elle fera partie du groupe de recherche ERA 246 « Langage et culture en Afrique de l'Ouest » dirigée par Pierre-Francis Lacroix. Elle devient directrice de ce groupe à la mort de Lacroix, puis directrice de recherche au CNRS. En 1965, elle écrit le livre "Ethnologie et langage : la parole chez les Dogons" qui l'a rendra particulièrement célèbre. Dans les années 1970, elle voyage chez les Touareg et les Isawaghen du Niger. Elle fonde en 1976 avec un groupe de chercheurs la revue Cahiers de littérature orale. Elle est l'une des fondatrices de l'ethnolinguistique française. Elle meurt le 23 août 2013 à Fontainebleau.
Son mari est le violoniste Blaise Calame.

## Ethnologie et langage: la parole chez les Dogons
Dans son livre Ethnologie et langage : la parole chez les Dogons, qui l'a rendue célèbre, elle explique qu'en Afrique Occidentale, un peuple frappe depuis un certain moment les observateurs par leurs architectures, par leurs rites, par leurs cultures, etc. Mais ce n'est pas parce que leur langage est différent qu'ils sont incompréhensibles, en effet une société particulière revêt un sens universel, elle nous transmet également que "les Hommes ne sont rien", dans ce monde créé "tout parle". Dans la présentation de son ouvrage, elle affirme que « L'homme cherche son reflet dans tous les miroirs d'un univers à son image, dont chaque brin d'herbe, chaque moucheron, est porteur d'une "parole" ».

## Publications

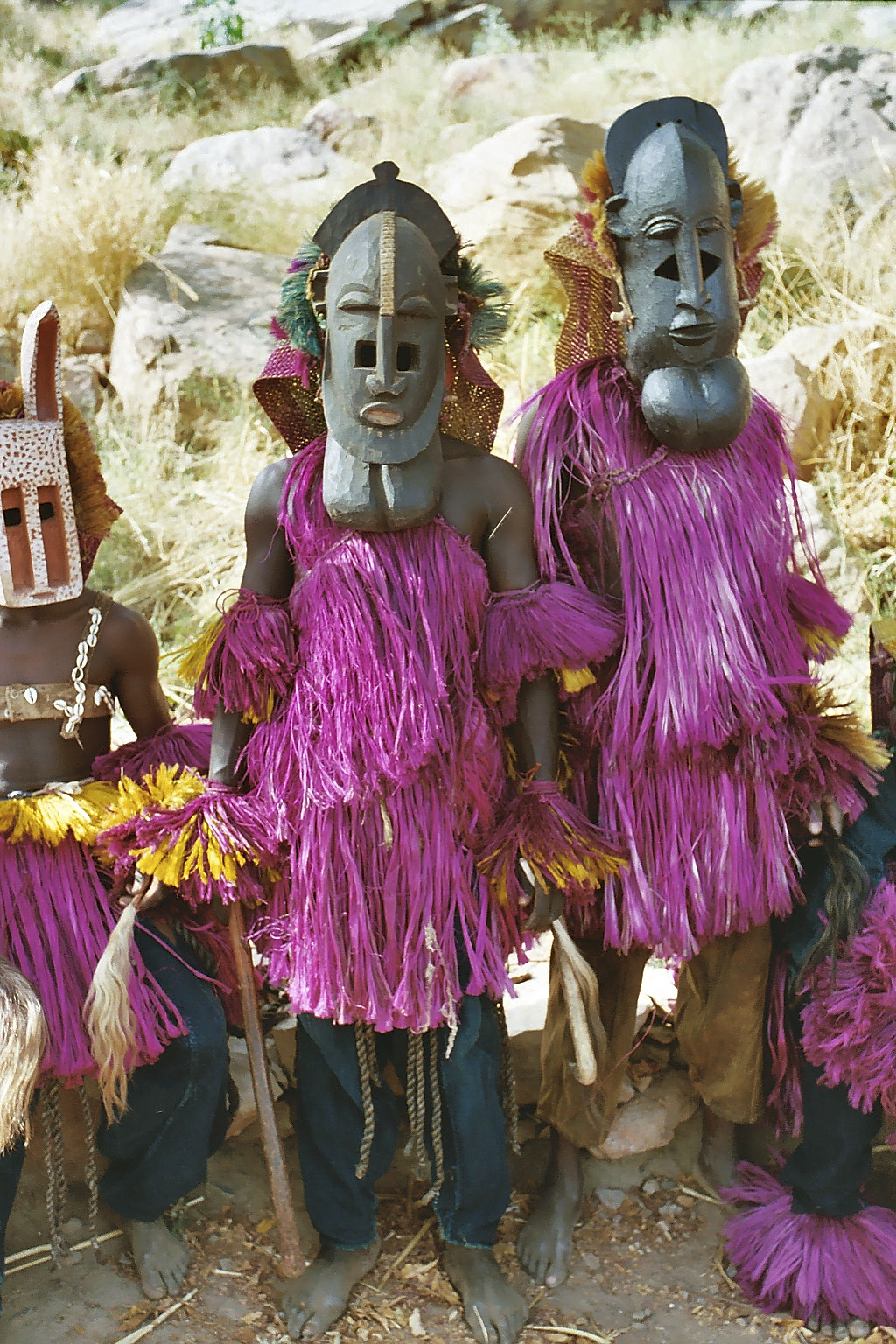
masques Dogons

- Ethnologie et langage : la parole chez les Dogon, Lambert-Lucas, 2009[8]
- Contes tendres, contes cruels du Sahel nigérien, Gallimard, 2002
- Mémoire de sable : écrits pour Suzy Bernus, Société des africanistes, 1992
- Des Cauris au marché : essais sur des contes africains,  Société des Africanistes, 1987
- Langage et cultures africaines : essais d'ethnolinguistique, Maspero, 1977
- Permanence et métamorphoses du conte populaire : la mère traîtresse et le tueur de dragons, Publications Orientalistes de France, 1975
- Contes touaregs de l'Aïr, Petites Sœurs de Jésus, Geneviève Calame-Griaule, SELAF, 1974
- Le Thème de l'arbre dans les contes africains, 2, SELAF, 1970
- Dictionnaire dogon : dialecte toro, langue et civilisation,  Klincksieck, 1968
- Ethnologie et langage : La parole chez les Dogon, Gallimard, 1965
- Contes dogon du Mali, Karthala, 2006
- « Valeurs symboliques de l'alimentation chez les Dogon », Journal des africanistes, 1996, vol. 66, n° 1-2, p. 81-104
- « Manoirs d'argile : notes sur l'habitat à In Gall , Journal des africanistes, 1992, vol. 62, n° 2, p. 131-152
- « Ethnologie et sciences du langage », Société d'études linguistiques et anthropologiques de France, 1991, n° 10, p. 626-671
- « Pour une étude ethnolinguistique des littératures orales africaines », Langages, 1970, n°18, p. 22-47
- « Une affaire de famille : réflexions sur quelques thèmes de "cannibalisme" dans les contes africains », Nouvelle Revue de Psychanalyse, 1972, n°6, p. 171-202
- « L'art de la parole dans la culture africaine », Présence africaine 1963, p. 1-19
- « Le rôle spirituel et social de la femme dans la société soudanaise traditionnelle », Diogène, 1962, n°37, pp. 81-92
- « Culture et humanisme chez les Dogon », Recherches et Débats du Centre Catholique des Intellectuels Français, 1958, Cahier n°24, p. 9-21
- Introduction à l'étude de la musique africaine, avec Blaise Calame, Éditions Richard-Masse, 1957

## Discographie
- Scènes de la vie des Dogon, recueillies par Blaise Calame et Geneviève Calame-Griaule en 1956, Résonances, Les Trésors de l'art musical populaire, n° 9